# Прохорова Леоніла Володимирівна
Леоніла (Ліна) Володимирівна Прохорова (нар. 20 жовтня 1946, Київ, УРСР, СРСР) — українська співачка, викладачка кафедри «Естрадного вокального мистецтва», професорка кафедри естрадного співу Київського національного університету культури і мистецтв. Заслужена артистка України (1998). Кавалер «Ордена княгині Ольги» (2006). Майстер спорту з художньої гімнастики.

## Життєпис
1964 року закінчила естрадно-циркову студію, того ж року почала працювати в Театрі ім. Лесі Українки
1965 року стала провідною солісткою в ансамблі «Мрія». Була першою виконавицею пісень керівника ансамблю і свого першого чоловіка Ігоря Поклада: «Рыжая», «Глаза на песке», «Забудь», «Коханий». Після розлучення з Покладом і «Мрією», Прохорова опинилася в ВІА «Омичі» (м. Омськ в Сибіру). Згодом кістяк ансамблю перебрався до Московського Мюзик-холу.
З оркестром В. Людвіковського Прохорова записала тоді свій перший міньйон.
В 1973 році вона стала лауреаткою третьої премії на конкурсі артистів естради Росії (музиканти, з якими вона співала, в тому ж році стали знаменитим ансамблем «Мелодія»).
Прохорова разом зі своїм другим чоловіком, композитором Борисом Монастирським, повернулася до Києва і записала цикл його пісень: «Віконниці кленові», «Клич мене», «10-й класс», «Апрельская песенка» та інші. Ненадовго вона стала солісткою ВІА «Кобза».
Після передчасної смерті Б. Монастирського знову подалася до Москви — в оркестр Олега Лундстрема.
Остаточно до Києва Прохорова повернулася у 1977 році — вона стала солісткою вар'єте.
З 1988 року Ліна Прохорова викладає естрадний вокал в музичному училищі імені Рейнгольда Глієра, серед її учнів — Ірина Білик, Оксана Кулакова, Женя Власова, Андрій Остапенко.
Восени 1996 року МО «Гарба» випустило на компакт-касетці ретроспективний збірник найкращих пісень Ліни Прохорової «Світ без тебе».

## Доробок
- Леоніла Прохорова Українська естрадна вокальна школа: навч. посіб.: для студентів ВНЗ культури і мистецтв III—IV рівнів акредитації: у 2 ч. Ч. 1 : Українська естрадна вокальна школа; Держ. метод. центр навч. закладів культури і мистецтв України. — Вінниця: Нова книга, 2005. — 103 с.: ноти.

## Фільмографія
- «Пісні для вас» (Співають ВІА «Мрія», Ліна Прохорова, А. Мокренко) (1969, фільм-концерт студії «Укртелефільм»; реж. Аделіна Савченко)
- «Співає Ліна Прохорова» (1974, т/ф, фільм-концерт студії «Укртелефільм»; реж. Ю. Суярко)[3]